# مقاطعة فلويد (جورجيا)
مقاطعة فلويد (بالإنجليزية: Floyd County)‏ هي إحدى المقاطعات في ولاية جورجيا في الولايات المتحدة الأمريكية.